# Lista siturilor arheologice din județul Sibiu - P
Lista siturilor arheologice din județul Sibiu - P conține toate siturile arheologice din județul Sibiu înscrise în Repertoriul Arheologic Național (RAN) și aflate în localități al căror nume începe cu litera P. RAN este administrat de Ministerul Culturii și Patrimoniului Național și cuprinde date științifice, cartografice, topografice, imagini și planuri, precum și orice alte informații privitoare la zonele cu potențial arheologic, studiate sau nu, încă existente sau dispărute.
Puteți căuta un sit din localitățile care încep cu litera P folosind formularul de mai jos sau puteți naviga prin toate siturile din județ la Lista siturilor arheologice din județul Sibiu.
| Cod RAN                                    | Denumire | Localitate                                    | Adresă              | Datare                    | Descoperit | Coordonate | Imagine           | Erori            |
| ------------------------------------------ | --- | --------------------------------------------- | ------------------- | ------------------------- | ---------- | ---------- | ----------------- | ---------------- |
| 145239.01.01 (Cod LMI: SB-I-s-B-11985)     | Așezarea Petrești de la Păuca - Dealul Homm / ansamblu anonim (Categorie: locuire civilă) (Tip: Așezare)                                                                                          | sat Păuca, comuna Păuca                       | Dealul Homm         | Petrești                  |            |            | Încărcați imagine | Raportați eroare |
| 145239.02.01                               | Așezarea neolitică de la Păuca - La Horum / ansamblu anonim (Categorie: locuire civilă) (Tip: Așezare)                                                                                            | sat Păuca, comuna Păuca                       | La Horum            | Turdaș                    |            |            | Încărcați imagine | Raportați eroare |
| 145239.02.02                               | Așezarea neolitică de la Păuca - La Horum / ansamblu anonim (Categorie: locuire civilă) (Tip: Așezare)                                                                                            | sat Păuca, comuna Păuca                       | La Horum            | Petrești                  |            |            | Încărcați imagine | Raportați eroare |
| 144633.01                                  | Obiecte prestorice la Prod (Categorie: descoperire izolată) (Tip: obiect izolat) | sat Prod, comuna Hoghilag                     |                     |                           |            |            | Încărcați imagine | Raportați eroare |
| 145239.03.01 (Cod LMI: SB-II-m-B-12499)    | Biserica evanghelică din Păuca / ansamblu anonim (Categorie: structură de cult/religioasă) (Tip: Biserică)                                                                                        | sat Păuca, comuna Păuca                       | 176                 | sf. sec. al XVI-lea       |            |            | Încărcați imagine | Raportați eroare |
| 144278.01.01 (Cod LMI: SB-II-m-B-12501.02) | Ansamblul bisericii evanghelice fortificate de la Pelișor / ansamblu anonim (Categorie: locuire) (Tip: Cetate sătească)                                                                           | sat Pelișor, comuna Bârghiș                   | str. 23 August 263  | înc. sec. XVI             |            |            | Încărcați imagine | Raportați eroare |
| 144278.01.02 (Cod LMI: SB-II-m-B-12501.01) | Ansamblul bisericii evanghelice fortificate de la Pelișor / ansamblu anonim (Categorie: locuire) (Tip: Biserică)                                                                                  | sat Pelișor, comuna Bârghiș                   | str. 23 August 263  | sec. XIV - XV             |            |            | Încărcați imagine | Raportați eroare |
| 145284.01.01 (Cod LMI: SB-II-m-B-12502)    | Biserica de lemn "Adormirea Maicii Domnului" din Deal / ansamblu anonim (Categorie: structură de cult/religioasă) (Tip: Biserică de lemn)                                                         | sat Poiana Sibiului, comuna Poiana Sibiului   | 290, punct Deal     | sec. al XVIII-lea         |            |            | Încărcați imagine | Raportați eroare |
| 145300.01.01 (Cod LMI: SB-II-m-B-12506)    | Clădirea fostului Oficiu Poștal Tranzit de la Porumbacu de Jos / ansamblu anonim (Categorie: construcție) (Tip: Poștă)                                                                            | sat Porumbacu de Jos, comuna Porumbacu de Jos | 458                 | sec. al XVIII-lea         |            |            | Încărcați imagine | Raportați eroare |
| 145266.01.01 (Cod LMI: SB-II-m-B-12507)    | Biserica de lemn "Sf. Treime" / ansamblu anonim (Categorie: structură de cult/religioasă) (Tip: Biserică de lemn)                                                                                 | sat Presaca, comuna Păuca                     | str. Principală 43  | sec. al XVIII-lea (1728?) |            |            | Încărcați imagine | Raportați eroare |
| 145328.01.01                               | Atelierul de sticlărie de la Porumbacu de Sus - La Richirie / ansamblu anonim (Categorie: atelier de sticlărie) (Tip: atelier de sticlărie)                                                       | sat Porumbacu de Sus, comuna Porumbacu de Jos | La Richirie         |                           |            |            | Încărcați imagine | Raportați eroare |
| 145239.04.01                               | Situl arheologic Mănăstirea Paulina, biserică și necropolă de la Păuca-Biserica Ungurească / ansamblu Biserica fostei Mănăstiri Pauline (Categorie: structură de cult/religioasă) (Tip: Biserică) | sat Păuca, comuna Păuca                       | Biserica Ungurească |                           |            |            | Încărcați imagine | Raportați eroare |
| 143511.03.01                               | Așezarea preistorică de la Poplaca - Lângă Drum / ansamblu anonim (Categorie: locuire) (Tip: așezare)                                                                                             | sat Poplaca, comuna Poplaca                   | Lângă Drum          | Petrești                  |            |            | Încărcați imagine | Raportați eroare |
| 143511.03.02                               | Așezarea preistorică de la Poplaca - Lângă Drum / ansamblu anonim (Categorie: locuire) (Tip: așezare)                                                                                             | sat Poplaca, comuna Poplaca                   | Lângă Drum          |                           |            |            | Încărcați imagine | Raportați eroare |